# Kinkiconocephalopsis koyasanensis
Kinkiconocephalopsis koyasanensis är en insektsart som först beskrevs av Tadao Kano 1987.  Kinkiconocephalopsis koyasanensis ingår i släktet Kinkiconocephalopsis och familjen vårtbitare. Inga underarter finns listade i Catalogue of Life.